# Il diavolo in corpo (romanzo)
Il diavolo in corpo (Le Diable au corps) è il primo romanzo di Raymond Radiguet, pubblicato in Francia nel 1923. È l'opera, terminata di scrivere nel settembre 1921, di un autore prodigioso, morto ad appena 20 anni, lo stesso anno della pubblicazione del libro. Nell'immediato primo dopoguerra, la storia di una giovane donna sposata che intrattiene una relazione adultera con un ragazzo di quindici anni mentre il marito combatte al fronte nella Grande Guerra provocò uno scandalo. Sebbene Radiguet lo avesse negato, fu svelato in seguito che la storia fosse in larga parte autobiografica. Il valore e lo stile sobrio, asciutto dell'opera fu riconosciuto dai critici, che elogiarono la prosa magistrale di Radiguet.
Il libro è stato tradotto in 28 lingue, tra le quali il giapponese, il cinese, il vietnamita.

## Trama
Un ragazzo, appena dodicenne, allo scoppio della prima guerra mondiale si trova a condurre studi disordinati, sia a causa degli spostamenti della famiglia, per sfuggire ai pericoli della vicinanza del fronte, sia perché, brillantissimo nell'apprendere, è troppo viziato dal padre che ne scusa sempre le mancanze. Così, a quindici anni, il ragazzo, di cui il romanzo non dice il nome, intreccia una relazione con Marthe, diciottenne e in procinto di sposarsi. Dapprima gli incontri tra i due hanno l'effetto di allontanare il ragazzo dalla scuola, ma poi, quando Marthe si sposa, i due divengono amanti.
Il marito di Marthe, Jacques, è soldato e ha poche occasioni di tornare dalla giovane sposa. Nessuno ha il coraggio di riferirgli la condotta di Marthe e del ragazzo, ma varie segnalazioni alle famiglie dei due amanti arrivano a destinazione e comincia una forma di ostracismo da parte di molti amici e conoscenti. Nel frattempo il ragazzo ha nei confronti di Marthe un rapporto possessivo fino alla crudeltà. Marthe rimane poi incinta e il marito potrebbe essere il padre del nascituro.
Sempre più alienato dalla realtà, una sera il ragazzo pretende che Marthe vada con lui a Parigi a trascorrere la notte, ma in ogni albergo finge che non ci siano stanze. Così i due si lasciano e il giorno dopo Marthe si ammala. Costretta a letto fino alla fine della gravidanza, deve per forza separarsi dal giovanissimo amante. Quella notte di freddo sarà fatale a Marthe, che avrà un parto prematuro al quale non sopravviverà. Prima di morire, dà al bimbo lo stesso nome dell'amante, senza che il marito se ne renda conto. Il ragazzo lo viene a sapere, ma non ancora guarito dal suo egocentrismo, anziché soffrire per il male causato, si consola pensando che Marthe è spirata chiamando il suo nome.

## Edizioni italiane
- Cuore acerbo, traduzione di Maria Ortiz, Contemporanea, Roma 1945.
- Il diavolo in corpo, traduzione di Maria Ortiz, Bompiani, Milano 1946; Milano, Garzanti, 1966.
- Il diavolo in corpo, trad. di Dianella Selvatico Estense, introduzione di Roberto Cantini, Mondadori, Milano 1980.
- Il diavolo in corpo. Il ballo del conte d'Orgel, a cura di Marco Vozza, UTET, Torino 1984.
- Il diavolo in corpo. Il ballo del conte d'Orgel, trad. di Emanuela Gatti, Alberto Peruzzo Editore, Sesto S. Giovanni 1985.
- Il diavolo in corpo. Il ballo del conte d'Orgel, trad. di Marta Cohen, Istituto Geografico De Agostini, Novara 1986.
- Il diavolo in corpo. Il ballo del conte d'Orgel, introduzione e traduzione di Gian Piero Bona, Garzanti, Milano 1987.
- Il diavolo in corpo, traduzione di Francesca Sanvitale, Einaudi, Torino 1989.
- Il diavolo in corpo, cura e traduzione di Maurizio Enoch [Grasso], Collana TEN, Newton Compton, Roma 1993; Introduzione di Renzo Paris, Biblioteca economica, Newton Compton, Roma 1997.
- Il diavolo in corpo, traduzione di Marica Larocchi, Milano, ES, 2005. - Collana UEF.I Classici, Feltrinelli, Milano, 2010-2020.
- Il diavolo in corpo, a cura di Davide Monda, introduzione di Franco Cordelli, con un saggio di Jacques de Lacretelle, BUR, Milano 2009.
- Il diavolo in corpo, trad. di Beatrice Fulimeni, Liberamente, Siena 2009.
- Il diavolo in corpo, traduzione di Angelita La Spada, Testo originale a fronte, Alia, Milano 2009.
- Il diavolo in corpo, prefazione di Nicola Lagioia, traduzione di Rocco Familiari, Marsilio, Venezia 2010.
- Il diavolo in corpo, traduzione di Carlo Tusi, BCDe, Milano 2012.
- Il diavolo in corpo, traduzione di Jean Papin, Edizioni Clandestine, Massa 2014.
- Il diavolo in corpo, traduzione di Yasmina Mélaouah, Collana Classici contemporanei, Milano-Firenze, Bompiani, 2021, ISBN 978-88-301-0287-3.

## Adattamenti cinematografici
- 1947 - Il diavolo in corpo (Le diable au corps), regia di Claude Autant-Lara.
- 1986 - Diavolo in corpo, regia di Marco Bellocchio.
- 1986 - Il diavolo in corpo (Devil in the Flesh), regia di Scott Murray.[2]